# Bolama
Bolama är den av Bijagosöarna som ligger närmast Guinea-Bissaus fastland, och dessutom namnet på öns viktigaste stad, Bolamaregionens huvudstad. Befolkningen är drygt 8496 personer, varav knappt hälften lever i huvudstaden. Arean är 105 kvadratkilometer.
Ön var tidigare koloniserad av Portugal. Den är känd för de stora mängder fladdermöss som varje kväll flyger ut ur sina gömställen i övergivna hus och samlas på fastlandet.
På grund av öns särskilda ekologi har Guinea-Bissau under flera år försökt få den utnämnd till världsarv av Unesco.

## Fotnoter
1. ↑  World Gazetteer Arkiverad 5 oktober 2008 hämtat från the Wayback Machine., Hämtad 28 oktober 2012